# Bryophyta sensu stricto

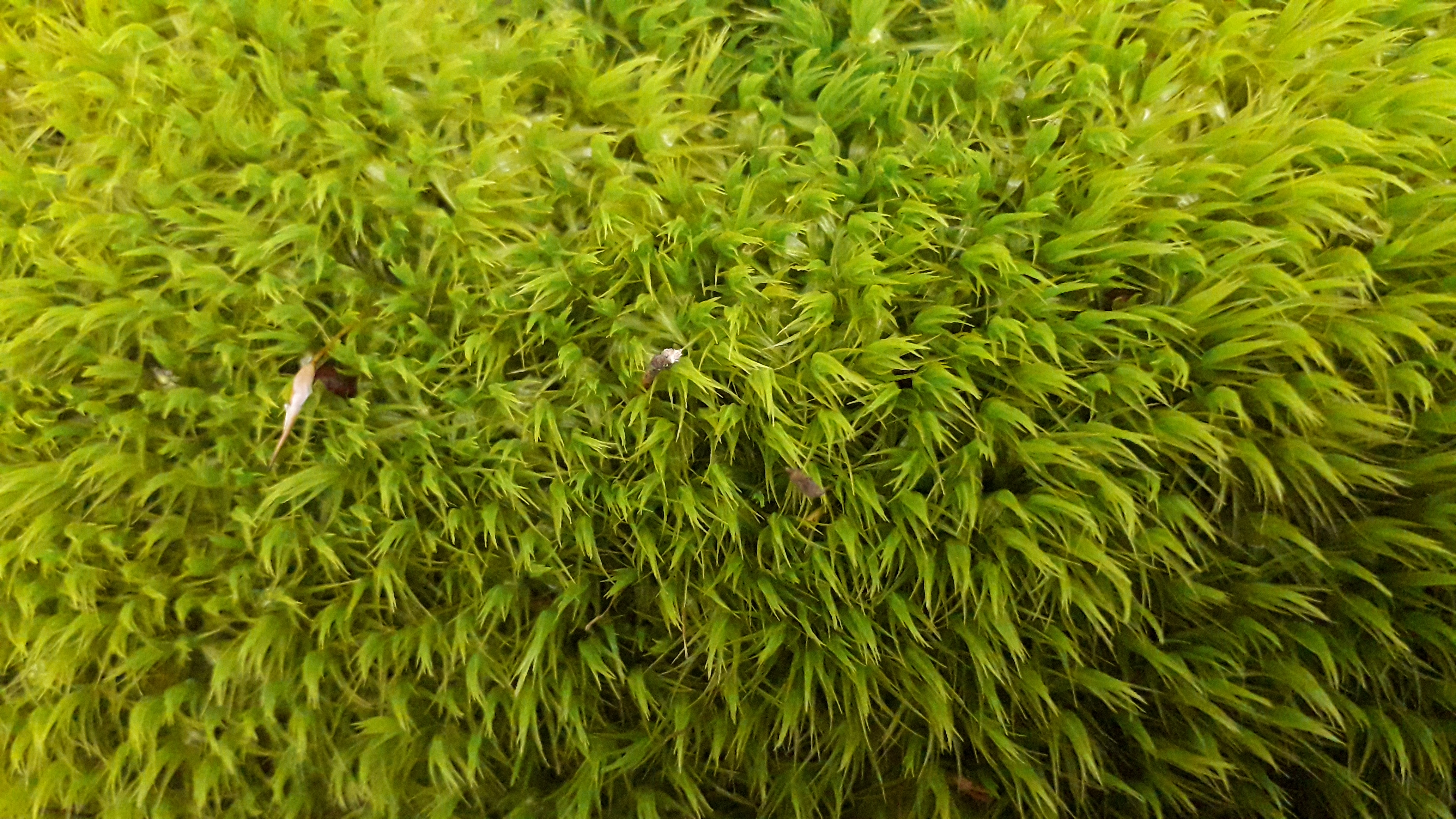
Musgo cerca de Calatayud.

Los musgos (L. 1751) o briofitas en sentido estricto (Schimp. 1876) son plantas no vasculares que presentan un ciclo vital con alternancia de generaciones heterofásica y heteromórfica, en el cual el gametófito desarrolla gametangios, anteridios y arquegonios (arquegoniadas). Los arquegonios están rodeados por una envoltura protectora de células estériles, y tras la fecundación el cigoto desarrolla un embrión pluricelular (embriófito) alimentado por la célula madre. Se pueden reproducir sexual o asexualmente. La reproducción sexual se realiza en el interior del arquegonio y la asexual se realiza mediante la fragmentación del gametófito, por gemación del protonema o a partir de los propágulos. Según la especie alcanzan una altura de 1 a 10 cm, aunque existen algunas especies de mayor envergadura.

## Descripción

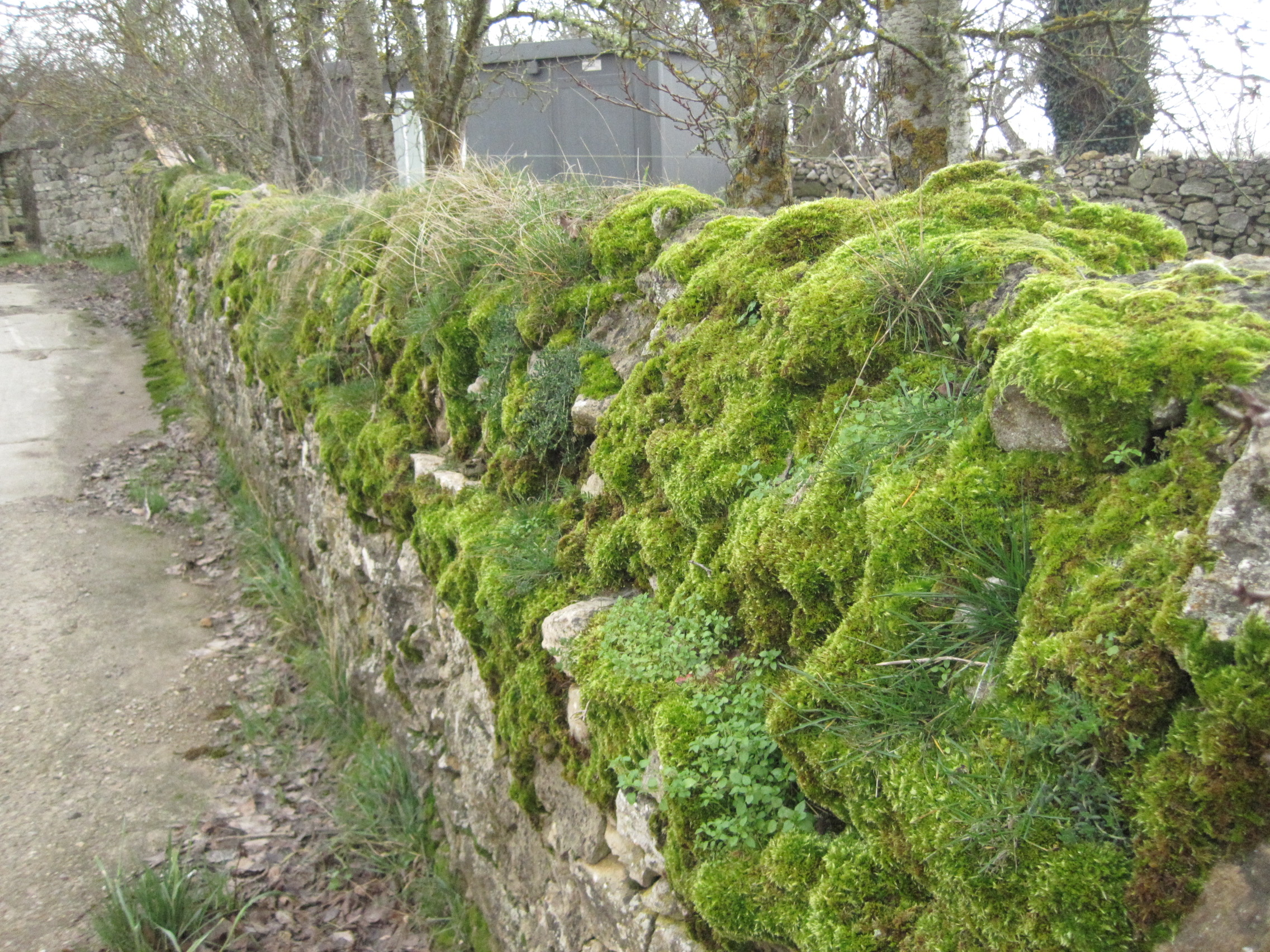
Musgo cubriendo un muro de piedra.

Los musgos son briófitas, y son plantas no vasculares. Se distinguen de las Marchantiophyta (hepáticas) por sus rizoides multicelulares. Otras diferencias no son universales para todos los musgos y todas las hepáticas, pero la clara presencia del «tallo», más propiamente llamado caulidio, careciendo de la estructura de un tallo verdadero, o de «hojas», con mayor precisión denominadas filidios por la misma razón, claramente diferenciados, la carencia de hojas profundamente lobuladas o divididas en segmentos, y la ausencia de hojas dispuestas en tres filas, son características distintivas de un musgo.

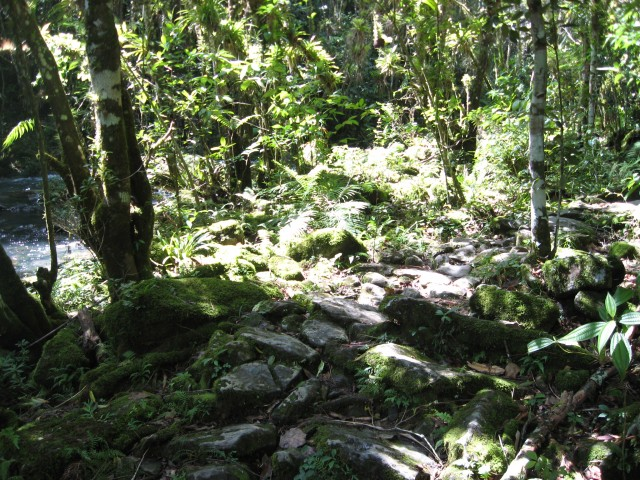
Musgo cubriendo gran parte del empedrado y los árboles en un bosque tropical.

Son abundantes y se les puede observar en cualquier lugar; de tamaño pequeño, crecen sobre los techos de las casas, rocas, paredes, troncos de los árboles, en muros y en el suelo, en lugares húmedos, ya que necesitan humedad para su reproducción. Sobreviven durante la época seca, aunque al final de esta presentan extrema marchitez; reverdecen con las lluvias y se reproducen aprovechando esas condiciones. 
Además de carecer de sistema vascular, si bien poseen elementos celulares rudimentarios especializados en la conducción de savia, los musgos tienen un ciclo biológico donde domina la forma del gametófito, es decir las células de la planta son haploides la mayor parte de su ciclo vital. El cuerpo esporófito (el cuerpo diploide) es de breve duración y dependiente del gametófito. Esto está en contraste con el patrón presente en la mayoría de las plantas superiores y la mayoría de los animales. En las plantas vasculares, por ejemplo, la estructura pluricelular haploide está representada por el polen y el saco embrionario, mientras que la generación diploide es la planta visible.
Los musgos desempeñan un importante papel en los ecosistemas en los que se encuentran, retienen la humedad del suelo y evitan su degradación, y además constituyen un importante refugio de pequeños invertebrados. La recolección indiscriminada de musgos resulta muy agresiva para el medio y provoca importantes daños en los ecosistemas. Por este motivo, debe llevarse a cabo únicamente por personas acreditadas con los permisos necesarios.

## Ciclo de vida
La mayoría de las plantas tienen una doble porción de cromosomas en sus células (diploide, es decir cada cromosoma existe conjuntamente con un par que posee la misma información genética), mientras que los musgos (y otras bryophytas) poseen un único conjunto de cromosomas (haploide, es decir cada cromosoma existe en forma de una única copia dentro de la célula). Existen períodos durante el ciclo de vida del musgo en los que poseen un conjunto completo de cromosomas apareados, aunque esto solo ocurre durante la etapa de esporófito.

Ciclo de vida de un musgo típico (Polytrichum commune).

La vida del musgo comienza a partir de una espora haploide, que germina creando un protonema, que es o bien una masa de filamentos o un talloide (plano y con forma de tallo). Esta es una etapa de transición en la vida del musgo. Del protonema crece el gametófito ("portador de gametos"), que se diferencia en caulidios y filidos ('micrófilos'). De los extremos de los caulidios o ramas se desarrollan los órganos sexuales de los musgos. Los órganos femeninos son llamados arquegonios y están protegidos por un grupo de hojas modificadas llamadas perichaetum (plural, perichaeta). El arquegonio posee un cuello por el cual se desliza el material genético masculino. Los órganos masculinos son llamados anteridios y se encuentran contenidos por hojas modificadas llamadas perigonios.
Los musgos pueden ser dioicos o monoicos. En los dioicos, sus órganos sexuales masculinos y femeninos son portados por diferentes plantas gametófitas. En los monoicos (también llamados autoicos), existen en la misma planta. En presencia de agua, el esperma nada desde el anteridio hasta la arquegonio y tiene lugar la fecundación, que resulta en la producción de un esporófito diploide. El esperma de los musgos es biflagelado, es decir posee dos flagelos que le ayudan en su propulsión. Sin agua, la fecundación no puede producirse. Después de la fecundación, el esporófito inmaduro se desplaza a través del conducto del arquegonio. La maduración del esporófito dura entre tres y seis meses. Su cuerpo está formado por un largo pedúnculo, llamado seta, y una cápsula coronada por una cubierta llamada opérculo. La cápsula y el opérculo se encuentran a su vez protegidos por una caliptra haploide que son los restos del conducto del arquegonio. La caliptra por lo general se desprende cuando la cápsula alcanza la madurez. Dentro de la cápsula, las células productoras de esporas sufren meiosis para formar esporas haploides, a partir de las cuales el ciclo se repite. En algunos musgos la abertura de la cápsula se encuentra rodeada por un conjunto de dientes llamados peristoma. 
En algunos musgos se producen estructuras verdes vegetativas, llamadas gemas, sobre los filidios, que pueden desprenderse y formar nuevas plantas sin la necesidad de recurrir al ciclo de fecundación. Esto constituye un método de reproducción asexual.

## Clasificación

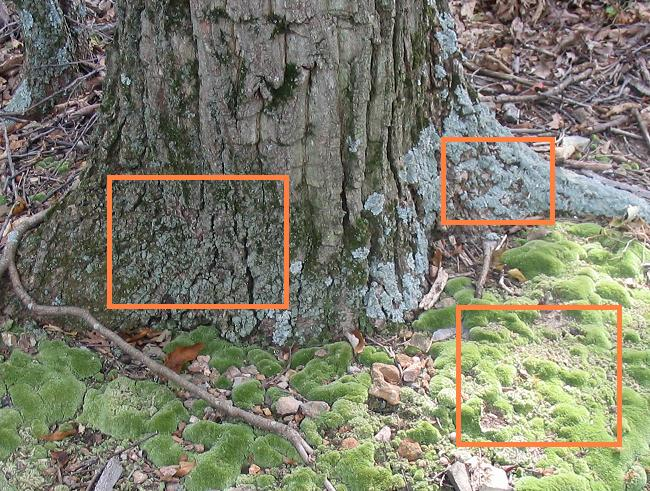
Dos diferentes tipos de musgos (y de un liquen, en la caja más pequeña) rodean este tronco de árbol.

Se llaman briofitas en sentido amplio al grupo de plantas embriofitas no vasculares. Actualmente se está debatiendo si las briofitas en sentido amplio son un grupo monofilético o parafilético, pero la mayoría de los análisis moleculares apoyan la monofilia de las briofitas tradicionales, sin embargo los análisis morfológicos y fósiles se inclinan más a la visión parafilética. Están compuestas por los grupos monofiléticos: 
- Bryophyta sensu stricto o «musgos»
- Marchantiophyta o «hepáticas»
- Anthocerotophyta o «antoceros»

Se ha sugerido que los parientes más cercanos de los musgos son las hepáticas formando el clado Setaphyta.
La división Bryophyta sensu stricto se refiere específicamente a los musgos. Estos se agrupan en ocho clases y sus relaciones filogenéticas son las siguientes:

|  | Bryopsida                                                          |
|  |                                                                    |
|  | \| \| Polytrichopsida \| \| \| \| \| \| Oedipodiopsida \| \| \| \| |
|  |                                                                    |
|  | Polytrichopsida                                                    |
|  |                                                                    |
|  | Oedipodiopsida                                                     |
|  |                                                                    |

|  | Polytrichopsida |
|  |                 |
|  | Oedipodiopsida  |
|  |                 |

|  | Bryopsida                                                          |
|  |                                                                    |
|  | \| \| Polytrichopsida \| \| \| \| \| \| Oedipodiopsida \| \| \| \| |
|  |                                                                    |
|  | Polytrichopsida                                                    |
|  |                                                                    |
|  | Oedipodiopsida                                                     |
|  |                                                                    |

|  | Polytrichopsida |
|  |                 |
|  | Oedipodiopsida  |
|  |                 |

|  | Bryopsida                                                          |
|  |                                                                    |
|  | \| \| Polytrichopsida \| \| \| \| \| \| Oedipodiopsida \| \| \| \| |
|  |                                                                    |
|  | Polytrichopsida                                                    |
|  |                                                                    |
|  | Oedipodiopsida                                                     |
|  |                                                                    |

|  | Polytrichopsida |
|  |                 |
|  | Oedipodiopsida  |
|  |                 |

|  | Bryopsida                                                          |
|  |                                                                    |
|  | \| \| Polytrichopsida \| \| \| \| \| \| Oedipodiopsida \| \| \| \| |
|  |                                                                    |
|  | Polytrichopsida                                                    |
|  |                                                                    |
|  | Oedipodiopsida                                                     |
|  |                                                                    |

|  | Polytrichopsida |
|  |                 |
|  | Oedipodiopsida  |
|  |                 |

|  | Bryopsida                                                          |
|  |                                                                    |
|  | \| \| Polytrichopsida \| \| \| \| \| \| Oedipodiopsida \| \| \| \| |
|  |                                                                    |
|  | Polytrichopsida                                                    |
|  |                                                                    |
|  | Oedipodiopsida                                                     |
|  |                                                                    |

|  | Polytrichopsida |
|  |                 |
|  | Oedipodiopsida  |
|  |                 |

|  | Bryopsida                                                          |
|  |                                                                    |
|  | \| \| Polytrichopsida \| \| \| \| \| \| Oedipodiopsida \| \| \| \| |
|  |                                                                    |
|  | Polytrichopsida                                                    |
|  |                                                                    |
|  | Oedipodiopsida                                                     |
|  |                                                                    |

|  | Polytrichopsida |
|  |                 |
|  | Oedipodiopsida  |
|  |                 |

|  | Bryopsida                                                          |
|  |                                                                    |
|  | \| \| Polytrichopsida \| \| \| \| \| \| Oedipodiopsida \| \| \| \| |
|  |                                                                    |
|  | Polytrichopsida                                                    |
|  |                                                                    |
|  | Oedipodiopsida                                                     |
|  |                                                                    |

|  | Polytrichopsida |
|  |                 |
|  | Oedipodiopsida  |
|  |                 |

|  | Bryopsida                                                          |
|  |                                                                    |
|  | \| \| Polytrichopsida \| \| \| \| \| \| Oedipodiopsida \| \| \| \| |
|  |                                                                    |
|  | Polytrichopsida                                                    |
|  |                                                                    |
|  | Oedipodiopsida                                                     |
|  |                                                                    |

|  | Polytrichopsida |
|  |                 |
|  | Oedipodiopsida  |
|  |                 |

|  | Bryopsida                                                          |
|  |                                                                    |
|  | \| \| Polytrichopsida \| \| \| \| \| \| Oedipodiopsida \| \| \| \| |
|  |                                                                    |
|  | Polytrichopsida                                                    |
|  |                                                                    |
|  | Oedipodiopsida                                                     |
|  |                                                                    |

|  | Polytrichopsida |
|  |                 |
|  | Oedipodiopsida  |
|  |                 |

|  | Bryopsida                                                          |
|  |                                                                    |
|  | \| \| Polytrichopsida \| \| \| \| \| \| Oedipodiopsida \| \| \| \| |
|  |                                                                    |
|  | Polytrichopsida                                                    |
|  |                                                                    |
|  | Oedipodiopsida                                                     |
|  |                                                                    |

|  | Polytrichopsida |
|  |                 |
|  | Oedipodiopsida  |
|  |                 |

|  | Bryopsida                                                          |
|  |                                                                    |
|  | \| \| Polytrichopsida \| \| \| \| \| \| Oedipodiopsida \| \| \| \| |
|  |                                                                    |
|  | Polytrichopsida                                                    |
|  |                                                                    |
|  | Oedipodiopsida                                                     |
|  |                                                                    |

|  | Polytrichopsida |
|  |                 |
|  | Oedipodiopsida  |
|  |                 |

|  | Bryopsida                                                          |
|  |                                                                    |
|  | \| \| Polytrichopsida \| \| \| \| \| \| Oedipodiopsida \| \| \| \| |
|  |                                                                    |
|  | Polytrichopsida                                                    |
|  |                                                                    |
|  | Oedipodiopsida                                                     |
|  |                                                                    |

|  | Polytrichopsida |
|  |                 |
|  | Oedipodiopsida  |
|  |                 |

|  | Bryopsida                                                          |
|  |                                                                    |
|  | \| \| Polytrichopsida \| \| \| \| \| \| Oedipodiopsida \| \| \| \| |
|  |                                                                    |
|  | Polytrichopsida                                                    |
|  |                                                                    |
|  | Oedipodiopsida                                                     |
|  |                                                                    |

|  | Polytrichopsida |
|  |                 |
|  | Oedipodiopsida  |
|  |                 |

|  | Bryopsida                                                          |
|  |                                                                    |
|  | \| \| Polytrichopsida \| \| \| \| \| \| Oedipodiopsida \| \| \| \| |
|  |                                                                    |
|  | Polytrichopsida                                                    |
|  |                                                                    |
|  | Oedipodiopsida                                                     |
|  |                                                                    |

|  | Polytrichopsida |
|  |                 |
|  | Oedipodiopsida  |
|  |                 |

|  | Bryopsida                                                          |
|  |                                                                    |
|  | \| \| Polytrichopsida \| \| \| \| \| \| Oedipodiopsida \| \| \| \| |
|  |                                                                    |
|  | Polytrichopsida                                                    |
|  |                                                                    |
|  | Oedipodiopsida                                                     |
|  |                                                                    |

|  | Polytrichopsida |
|  |                 |
|  | Oedipodiopsida  |
|  |                 |

|  | Bryopsida                                                          |
|  |                                                                    |
|  | \| \| Polytrichopsida \| \| \| \| \| \| Oedipodiopsida \| \| \| \| |
|  |                                                                    |
|  | Polytrichopsida                                                    |
|  |                                                                    |
|  | Oedipodiopsida                                                     |
|  |                                                                    |

|  | Polytrichopsida |
|  |                 |
|  | Oedipodiopsida  |
|  |                 |

Las clases Andreaeopsida y Andreaeobryopsida se distinguen del resto por tener rizoides biseriados (dos filas de células), el protonema multiseriado (muchas filas de células), y el esporangio dividido en varias líneas longitudinales. La mayoría tienen cápsulas que se abren en la parte superior. 
La clase Sphagnopsida se compone de dos géneros, Ambuchanania y Sphagnum. Estos musgos forman densas masas en las turberas. Las hojas del Sphagnum tienen grandes células muertas que se alternan con células vivas fotosintéticas. Las células muertas almacenan agua, lo que le permite almacenar hasta 20 veces su peso en agua; se diferencian de las otras clases por la característica antes mencionada, y por la ramificación única, el protonema taloso (plano y expandido), y un exporangio que se abre de forma explosiva debido a la acumulación de gases en su interior. 

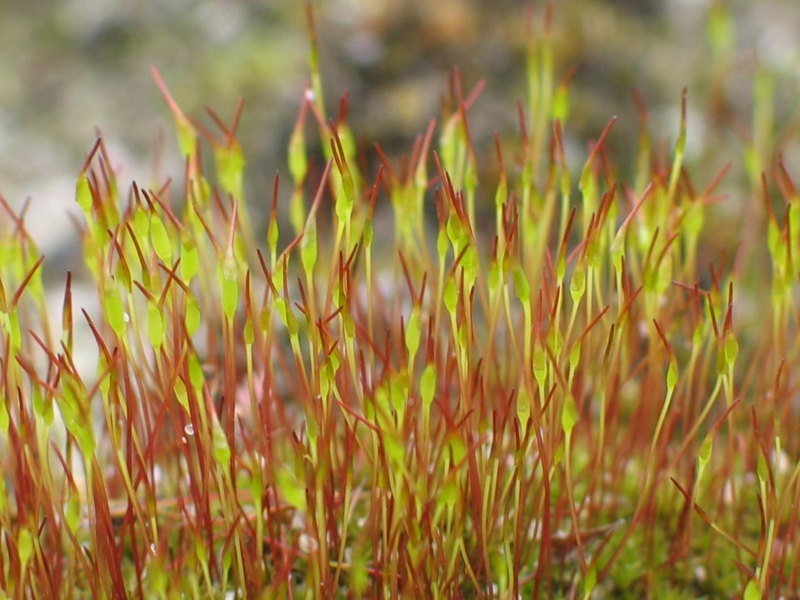
Esporófito joven de Ceratodon purpureus.

La clase Polytrichopsida tiene hojas con lamelas, una especie de aletas en las hojas que ayudan a conservar la humedad. También se diferencian del resto de las clases en otros detalles de su desarrollo y anatomía, y en general son más grandes que la mayoría de los otros musgos, como el caso de Polytrichum commune, que forma masas de hasta 40 centímetros de altura. De hecho, el musgo más alto de la Tierra pertenece a una especie de esta clase, Dawsonia superba, natural de Nueva Zelanda y Australia. 
La clase Bryopsida es el grupo más diverso; más del 95 % de las especies de musgos pertenecen a esta clase.

## Historia geológica
Los registros fósiles de musgos son escasos, debido a su constitución delgada y naturaleza frágil. Se han recuperado musgos fósiles del período Pérmico de la Antártida y Rusia. Existe evidencia de que microfósiles de formas tubulares del Silúrico son en realidad los restos degradados de caliptras de un musgo relacionado con las actuales Polytrichaceae. Es precisamente en el advenimiento del Silúrico, hace unos 450 millones de años, cuando las plantas, hasta entonces de vida estrictamente acuática, comienzan a colonizar las superficies emergidas de la Tierra. Los estudios filogenéticos basados en marcadores moleculares indican que las primeras plantas colonizadoras de superficies emergidas habrían sido las briófitas.

## Hábitat

Una densa colonia de musgo en un bosque frío costero.

Los musgos se encuentran principalmente en áreas frías y húmedas, sin importar la latitud. Los musgos son comunes en áreas selváticas o con grandes precipitaciones y en los bordes de cursos de agua. Los musgos también se encuentran en grietas entre las piedras que pavimentan calles húmedas de las ciudades. Algunos tipos se han adaptado a las condiciones urbanas y se encuentran solamente en ciudades. Algunas especies son enteramente acuáticas, por ejemplo Fontinalis antipyretica, y otras tales como Sphagnum sp. habitan los pantanos y canales de bajo caudal. Tales musgos acuáticos o semi-acuáticos pueden exceder con creces las longitudes típicas de los musgos que se asientan en la tierra. Las plantas individuales de 20-30 cm o más de largo son comunes en el género Sphagnum, por ejemplo.

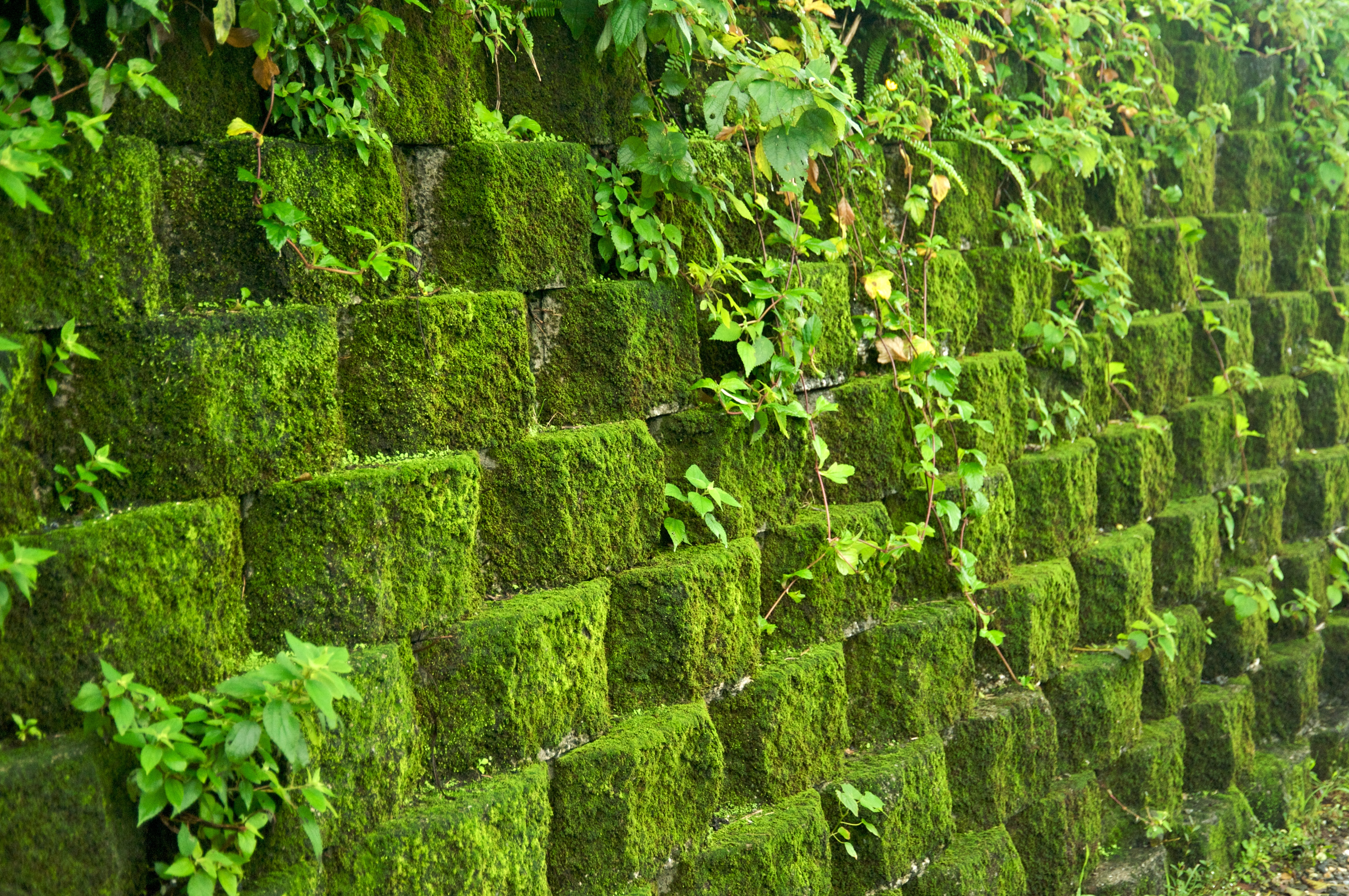
Muro de retención cubierto de musgo.

Donde quiera que se asienten, los musgos requieren humedad para sobrevivir debido al tamaño pequeño y a lo delgado de sus tejidos, la carencia de cutícula (cubierta cerosa para prevenir pérdida de agua), y la necesidad de agua para que ocurra la fertilización. Algunos musgos pueden sobrevivir desecados, recobrando todas sus funciones al cabo de algunas horas de ser rehidratados. En el hemisferio norte, el lado norte de árboles y rocas tiene generalmente más musgo en promedio que otras orientaciones. Esto se debe a la carencia de suficiente agua para la reproducción en el lado que da al sol. Al sur del ecuador ocurre exactamente lo contrario. En bosques densos, en los que la luz del sol no penetra, los musgos crecen igualmente bien en todo el contorno de los árboles.

## Cultivo
En ciertos países se considera al musgo una mala hierba en el césped, aunque en el Japón se lo deja crecer deliberadamente en los jardines japoneses o árboles bonsái (árboles pequeños) y son un elemento de adorno de jardines antiguos de templos y hermosas escenas de bosques. El musgo evoca un sentido de calma y antigüedad, embelleciendo escenas de jardines. El cultivo del musgo se inicia a menudo usando muestras trasplantadas de musgo tomadas de sitios naturales mediante un bolso que retiene las condiciones de humedad. Sin embargo, el musgo puede ser extremadamente difícil de mantener lejos de sus sitios de ocurrencia naturales dada la sensibilidad que posee a las condiciones de luz, humedad y circulación del aire. Las esporas del musgo se liberan y se depositan en forma constante en superficies expuestas; aquellas superficies y su entorno que posean las características adecuadas para cierta especie del musgo serán colonizadas por musgo dentro de algunos años por la exposición al viento y la lluvia. El musgo puede desarrollarse sobre ciertos materiales de características porosas, buenos para retener humedad, tales como ladrillo, madera y ciertas mezclas de cemento. Las superficies se pueden acondicionar con sustancias ácidas, incluyendo suero, yogur, orina, y depositar una mezcla de muestra del musgo, agua y compost para asentar una colonia. 

### Inhibición del crecimiento del musgo
Se puede inhibir el crecimiento del musgo de varias formas:
- Disminuyendo el agua disponible aumentando el drenaje del terreno.
- Aumentando la luz proveniente de sol directo.
- Aumentar la presencia de plantas que compitan con el musgo.
- Aumentar el pH del suelo mediante el agregado de cal mineral.

El alto tránsito o la intervención de la cama de musgo manualmente con el uso de un rastrillo también afectarán el crecimiento. 
El uso de productos que contienen sulfato ferroso o sulfato ferroso de amonio permite eliminar el musgo. Estos ingredientes se encuentran típicamente en productos comerciales para el control de musgo y fertilizantes. La eliminación del musgo no prevendrá que vuelva a germinar, a menos que se terminen las condiciones favorables para su desarrollo.

## Viveros para musgo
Una moda pasajera que se desarrolló a finales del siglo XIX de recoger musgo, condujo al establecimiento de viveros para musgo en muchos jardines británicos y estadounidenses. El vivero se construye típicamente de listones de madera con una cobertura plana y está abierto por su lado del norte (para mantener la sombra). Las muestras de musgo se instalaban en las grietas entre los listones de madera. El vivero del musgo era humedecido regularmente para mantener las condiciones apropiadas para su crecimiento.

## Comercio
Existe un importante mercado de musgos silvestres recolectados. Las principales aplicaciones para el musgo son la floricultura y la decoración casera. El musgo en descomposición del género Sphagnum es el componente principal de la turba, que se extrae para ser usada como combustible, como agregado a suelo para horticultura y para ahumar malta durante la producción de whisky escocés. 
El Sphagnum, generalmente de las especies cristatum y subnitens, es cosechado mientras aún está creciendo y se lo seca para ser utilizado en viveros y horticultura como un medio para plantar semillas.
Está creciendo la preocupación en los lugares del mundo donde este comercio va en aumento, ya que puede ser causado un daño ambiental significativo por cosechar comercialmente la turba. 
En la Segunda Guerra Mundial, los musgos del género Sphagnum fueron utilizados como preparaciones de primeros auxilios en heridas de los soldados, pues estos musgos son muy absorbentes y tienen características anti-bacterianas suaves. Algunos pueblos en la antigüedad lo utilizaron como pañal debido a su alta absorbancia. En las zonas rurales del Reino Unido, el Fontinalis antipyretica fue utilizado tradicionalmente para extinguir los fuegos pues se encontraba en grandes cantidades en los ríos de caudal reducido y el musgo retenía grandes volúmenes de agua que ayudaban a extinguir las llamas. Este uso histórico se encuentra reflejado en su nombre específico en latín/griego, cuyo significado aproximado es “contra el fuego”. En Finlandia los musgos de turba han sido utilizados para fabricar pan durante épocas de hambruna.
Además, la gente lo suele recoger durante Navidad para decorar belenes.